# 천일고속
천일고속(天一高速)은 1949년 9월 30일에 설립된 부산광역시 및 경상남도 거점의 고속버스 회사이다. 현재 총 35개의 노선, 178대의 고속버스를 보유하고 있다.
서울고속버스터미널과 센트럴시티, 동서울종합버스터미널을 포함하여 부산, 대구, 대전, 전주, 순천, 여수 등 전국에 25개의 영업소를 두고 있으며, 서울고속버스터미널의 2대 주주로 총 16.67%의 지분을 보유하고 있다. 부산광역시 및 경상남도 거점의 고속버스 회사이지만, 운행 노선은 경상도 지역과 함께 전라도 지역에도 폭넓게 운행하고 있는 전국적 규모의 고속버스 운송 업체이다.
한일고속과 더불어 대표적인 가족 기업이다. 본래 고려여객, 천일여객과 계열 관계였지만, 2009년 3월 11일 박재상이 대표이사를 사임하고 박재명이 새로 대표이사로 취임했을 때 박재명 대표 및 그의 아들 박도현 부사장, 박주현 상무 등이 박재상과 박치현, 박신현 등 나머지 박씨 일가 소유의 천일고속 지분을 전부 인수함으로써 계열 분리가 완료되었다. 이에 따라 현재 천일여객그룹과는 친인척 관계다.
차적지는 양산시, 창녕군이다.

## 연혁
- 1949년 9월 30일: 법인 설립
- 1968년 11월 30일: 고속버스 운송 면허 취득
- 1970년 5월 23일: 고속버스 운행 개시
- 1977년 6월 23일: 한국증권거래소 신규 주식 상장
- 1987년 12월 4일: 동서울 기점(대전, 서대구, 대구한진, 부산, 전주, 광양, 동광양) 운행 개시
- 1992년 10월 18일: 우등고속버스 운행 개시
- 2009년 3월 11일: 대표이사 박재명 취임 및 천일여객과 계열 분리
- 2011년 5월 6일: 공동대표이사 박도현 취임
- 2014년 3월 18일: 단독대표이사 박도현 취임

## 운행 노선
2019년 4월 기준이다.

#### 경부선
| 운행 노선       | 공동 운행사                                                        | 운행구간 | 운행구간 | 운행구간 | 경유지                   | 운행 대수 | 운행 대수 | 운행 대수 | 비고                                                                                        |
| 운행 노선       | 공동 운행사                                                        | 운행구간 | 운행구간 | 운행구간 | 경유지                   | 일반      | 우등      | 고급      | 비고                                                                                        |
| --------------- | ------------------------------------------------------------------ | -------- | -------- | -------- | ------------------------ | --------- | --------- | --------- | ------------------------------------------------------------------------------------------- |
| 서울 ↔ 경주     | 금호고속 한일고속                                                  | 서울경부 | ↔        | 경주     | 낙동강휴게소             | 1         | 2         | 1         | 2019년 4월 10일 중간경유지 변경                                                             |
| 서울 ↔ 대구     | 금호고속 동양고속 삼화고속 중앙고속 한일고속                       | 서울경부 | ↔        | 동대구   | 선산휴게소, 서대구       | 1         | 4         | 2         |                                                                                             |
| 서울 ↔ 대구     | 금호고속 동양고속 삼화고속 중앙고속 한일고속                       | 서울경부 | ↔        | 동대구   | 선산휴게소, 신서혁신도시 | -         | 1         | -         | 2018년 3월 1일 신설                                                                         |
| 서울 ↔ 대전     | 금호고속 동양고속 중앙고속 한일고속                                | 서울경부 | ↔        | 대전     |                          | 2         | 1         | 1         | 2015년 9월 23일 감차                                                                        |
| 서울 ↔ 대전청사 | 금호고속 동양고속 중앙고속 한일고속                                | 서울경부 | ↔        | 대전청사 | 대덕컨벤션타운           | -         | 1         | -         | 2015년 12월 1일 중간 경유지 추가                                                            |
| 서울 ↔ 밀양     | 경기고속 한일고속                                                  | 서울경부 | ↔        | 밀양     | 선산휴게소               | -         | 1         | -         | 2016년 3월 2일 신설 인가 2016년 5월 4일 신설                                                |
| 서울 ↔ 부산     | 금호고속 동양고속 삼화고속 중앙고속 한일고속                       | 서울경부 | ↔        | 부산     | 낙동강휴게소             | 1         | 2         | 3         | 2019년 4월 10일 중간경유지 변경                                                             |
| 서울 ↔ 부산서부 | 금호고속 동양고속 삼화고속 중앙고속 한일고속                       | 서울경부 | ↔        | 부산서부 | 선산휴게소               | -         | 1         | 1         |                                                                                             |
| 서울 ↔ 상주     | 금호고속 한일고속                                                  | 서울경부 | ↔        | 상주     |                          | 1         | 3         | -         |                                                                                             |
| 서울 ↔ 세종     | 금호고속 동원로엑스 동양고속 삼화고속 속리산고속 중앙고속 한일고속 | 서울경부 | ↔        | 세종시   | 세종청사                 | -         | 1         | 1         | 2013년 12월 16일 신설 2016년 1월 12일 우등 증차                                             |
| 서울 ↔ 세종     | 금호고속 동원로엑스 동양고속 삼화고속 속리산고속 중앙고속 한일고속 | 서울경부 | ↔        | 세종시   | 죽전, 세종국책연구단지   | -         | 1         | -         | 2018년 1월 31일 신설                                                                        |
| 서울 ↔ 영천     |                                                                    | 서울경부 | ↔        | 영천     | 낙동강휴게소, 망정동     | 3         | 1         | -         | 2014년 9월 29일 일반 증차 2016년 3월 15일 일반 1대 우등전환 2019년 4월 10일 중간경유지 변경 |
| 서울 ↔ 울산     | 금호고속 삼화고속 한일고속                                         | 서울경부 | ↔        | 울산     | 낙동강휴게소, 신복       | 1         | 3         | 1         | 2019년 4월 10일 중간경유지 변경                                                             |
| 서울 ↔ 점촌     | 금호고속 한일고속                                                  | 서울경부 | ↔        | 점촌     |                          | 1         | 2         | -         | 2014년 4월 3일 우등 1대 일반전환 2015년 9월 23일 우등 증차                                  |
| 서울 ↔ 포항     | 동양고속 한일고속                                                  | 서울경부 | ↔        | 포항     | 낙동강휴게소, 포항시청   | 1         | 5         | 2         | 2019년 4월 10일 중간경유지 변경                                                             |
| 동서울 ↔ 대구   | 금호고속 동양고속 삼화고속 중앙고속 한일고속                       | 동서울   | ↔        | 동대구   | 선산휴게소, 서대구       | 1         | 2         | -         |                                                                                             |
| 동서울 ↔ 대전   | 금호고속 동양고속 중앙고속 한일고속                                | 동서울   | ↔        | 대전     |                          | 1         | 1         | -         |                                                                                             |
| 동서울 ↔ 부산   | 금호고속 중앙고속 한일고속                                         | 동서울   | ↔        | 부산     | 낙동강휴게소             | -         | 1         | -         | 2019년 4월 10일 중간경유지 변경                                                             |
| 대구 ↔ 부산     | 동양고속 중앙고속 한일고속                                         | 동대구   | ↔        | 부산     | 용계                     | 1         | 1         | -         | 2015년 6월 15일 중간경유지 추가                                                             |
| 대구 ↔ 울산     | 금호고속                                                           | 동대구   | ↔        | 울산     |                          | 3         | 6         | -         |                                                                                             |
| 대전 ↔ 포항     | 동양고속                                                           | 대전     | ↔        | 포항     | 포항시청                 | 1         | 2         | -         |                                                                                             |
| 용인 ↔ 김해     | 한일고속                                                           | 용인     | ↔        | 김해     | 신갈, 선산휴게소, 장유   | -         | 2         | -         | 2014년 9월 29일 신설 인가 2014년 12월 23일 신설 2015년 10월 21일 일반 우등전환              |
| 당진 ↔ 부산     | 한일고속                                                           | 당진     | ↔        | 부산     | 기지시                   | 1         | 1         | -         | 2014년 9월 29일 신설 인가 2014년 12월 29일 신설 2015년 9월 23일 중간경유지 추가             |
| 당진 ↔ 부산서부 | 한일고속                                                           | 당진     | ↔        | 부산서부 | 기지시                   | 2         | 2         | -         | 2018년 2월 2일 신설                                                                         |
| 세종 ↔ 부산     | 대원고속 한일고속                                                  | 세종시   | ↔        | 부산     |                          | 1         | -         | -         | 2013년 12월 24일 신설                                                                       |
| 천안 ↔ 김해     | 금호고속 동양고속                                                  | 천안     | ↔        | 김해     | 선산휴게소, 김해국제공항 | -         | 1         | -         | 미운행 노선                                                                                 |

#### 호남선
| 운행 노선     | 공동 운행사                         | 운행구간 | 운행구간 | 운행구간 | 경유지                 | 운행 대수 | 운행 대수 | 운행 대수 | 비고                            |
| 운행 노선     | 공동 운행사                         | 운행구간 | 운행구간 | 운행구간 | 경유지                 | 일반      | 우등      | 고급      | 비고                            |
| ------------- | ----------------------------------- | -------- | -------- | -------- | ---------------------- | --------- | --------- | --------- | ------------------------------- |
| 서울 ↔ 강진   | 금호고속 중앙고속                   | 서울호남 | ↔        | 강진     | 정안휴게소, 장흥       | 1         | -         | -         |                                 |
| 서울 ↔ 군산   | 금호고속 중앙고속                   | 서울호남 | ↔        | 군산     | 정안휴게소             | 2         | 6         | 2         |                                 |
| 서울 ↔ 순천   | 금호고속                            | 서울호남 | ↔        | 순천     | 정안휴게소, 순천대학교 | 2         | 5         | 3         | 2015년 3월 23일 중간경유지 추가 |
| 서울 ↔ 여수   | 금호고속                            | 서울호남 | ↔        | 여수     | 정안휴게소, 여천       | 1         | 6         | 3         |                                 |
| 서울 ↔ 영광   | 금호고속 중앙고속                   | 서울호남 | ↔        | 영광     | 정안휴게소             | 2         | 1         | -         |                                 |
| 서울 ↔ 전주   | 금호고속 동양고속 중앙고속          | 서울호남 | ↔        | 전주     | 정안휴게소, 호남제일문 | 4         | 8         | 1         | 2014년 5월 1일 중간경유지 추가  |
| 동서울 ↔ 광양 | 금호고속 동양고속 중앙고속 한일고속 | 동서울   | ↔        | 동광양   | 정안휴게소, 광양       | 1         | 1         | -         |                                 |
| 동서울 ↔ 전주 | 금호고속 동양고속 중앙고속          | 동서울   | ↔        | 전주     | 정안휴게소, 호남제일문 | 1         | 2         | -         | 2014년 5월 1일 중간경유지 추가  |
| 성남 ↔ 전주   | 금호고속                            | 성남     | ↔        | 전주     | 정안휴게소, 호남제일문 | 1         | 3         | -         | 2014년 5월 1일 중간경유지 추가  |

#### 구마선
| 운행 노선   | 공동 운행사 | 운행구간 | 운행구간 | 운행구간 | 경유지       | 운행 대수 | 운행 대수 | 운행 대수 | 비고                            |
| 운행 노선   | 공동 운행사 | 운행구간 | 운행구간 | 운행구간 | 경유지       | 일반      | 우등      | 고급      | 비고                            |
| ----------- | ----------- | -------- | -------- | -------- | ------------ | --------- | --------- | --------- | ------------------------------- |
| 대구 ↔ 진주 | 중앙고속    | 동대구   | ↔        | 진주     | 서대구, 개양 | 1         | 3         | -         | 2015년 3월 23일 중간경유지 추가 |

#### 남해선
| 운행 노선   | 공동 운행사 | 운행구간 | 운행구간 | 운행구간 | 경유지                   | 운행 대수 | 운행 대수 | 운행 대수 | 비고                            |
| 운행 노선   | 공동 운행사 | 운행구간 | 운행구간 | 운행구간 | 경유지                   | 일반      | 우등      | 고급      | 비고                            |
| ----------- | ----------- | -------- | -------- | -------- | ------------------------ | --------- | --------- | --------- | ------------------------------- |
| 부산 ↔ 순천 |             | 부산     | ↔        | 순천     | 섬진강휴게소, 순천대학교 | 2         | 4         | -         | 2015년 3월 23일 중간경유지 추가 |
| 부산 ↔ 여수 | 금호고속    | 부산     | ↔        | 여수     | 섬진강휴게소, 여천       | 1         | 3         | -         | 2014년 9월 29일 우등 감차       |

#### 경인선
| 운행 노선       | 공동 운행사                | 운행구간 | 운행구간 | 운행구간 | 경유지                 | 운행 대수 | 운행 대수 | 운행 대수 | 비고                            |
| 운행 노선       | 공동 운행사                | 운행구간 | 운행구간 | 운행구간 | 경유지                 | 일반      | 우등      | 고급      | 비고                            |
| --------------- | -------------------------- | -------- | -------- | -------- | ---------------------- | --------- | --------- | --------- | ------------------------------- |
| 인천 ↔ 부산     | 동양고속 삼화고속          | 인천     | ↔        | 부산     | 낙동강휴게소           | 1         | 2         | 1         | 2019년 4월 10일 중간경유지 변경 |
| 인천 ↔ 부산서부 | 동양고속 삼화고속          | 인천     | ↔        | 부산서부 | 선산휴게소             | 1         | 1         | -         |                                 |
| 인천 ↔ 순천     | 금호고속 삼화고속 한일고속 | 인천     | ↔        | 순천     | 정안휴게소, 순천대학교 | 1         | 1         | -         | 2015년 3월 23일 중간경유지 추가 |
| 인천 ↔ 여수     | 금호고속                   | 인천     | ↔        | 여수     | 정안휴게소, 여천       | 1         | 1         | -         |                                 |
| 인천 ↔ 전주     | 삼화고속                   | 인천     | ↔        | 전주     | 정안휴게소, 호남제일문 | 1         | 4         | 1         | 2014년 5월 1일 중간경유지 추가  |

#### 88선
| 운행 노선   | 공동 운행사 | 운행구간 | 운행구간 | 운행구간 | 경유지 | 운행 대수 | 운행 대수 | 운행 대수 | 비고 |
| 운행 노선   | 공동 운행사 | 운행구간 | 운행구간 | 운행구간 | 경유지 | 일반      | 우등      | 고급      | 비고 |
| ----------- | ----------- | -------- | -------- | -------- | ------ | --------- | --------- | --------- | --- |
| 전주 ↔ 울산 |             | 전주     | ↔        | 울산     | 신복   | 1         | 4         | -         | 2013년 5월 10일 동양고속과 공동 배차에서 단독 배차로 변경 2014년 2월 13일 일반 1대 우등전환 2016년 2월 2일 일반 1대 우등전환 2016년 3월 2일 우등 증차 |

#### 이외 노선
아래 노선들은 국토교통부의 고속버스 운행계통표에 인가대수 또는 노선이 없으나, 코버스 전산망 상에서 취급하는 노선이다. 운행 구간은 북에서 남으로, 서에서 동으로 표기하였다.
| 운행 노선   | 공동 운행사 | 운행구간 | 운행구간 | 운행구간 | 경유지             | 운행 횟수 | 비고 |
| ----------- | ----------- | -------- | -------- | -------- | ------------------ | --------- | ---- |
| 대구 ↔ 진해 | 동양고속    | 동대구   | ↔        | 진해     | 서대구, 내서, 마산 | 8         |      |

#### 과거 운행 노선
- 서울경부 - 천안아산역 - 서부휴게소 - 아산온양
- 세종시 - 서부산
- 세종시 - 창원

## 관할 면허지
경상남도 양산시 및 창녕군에 차적을 두고 있다.

## 운행 차량

#### 현대자동차
- 현대 뉴 프리미엄 유니버스 익스프레스 노블
- 현대 뉴 프리미엄 유니버스 익스프레스 프레스티지(프리미엄 고속버스 한정)
- 현대 뉴 프리미엄 유니버스 노블
- 현대 뉴 프리미엄 유니버스 프레스티지

#### 기아
- 기아 뉴 그랜버드 이노베이션 선샤인
- 기아 뉴 그랜버드 이노베이션 실크로드(프리미엄 고속버스 한정)
- 기아 그랜버드 슈퍼 프리미엄 선샤인

## 본점 및 지점 현황
- 본점: 부산광역시 동구 중앙대로 168 (초량동)
- 서울: 서울특별시 서초구 신반포로 194 (반포동)

## 갤러리

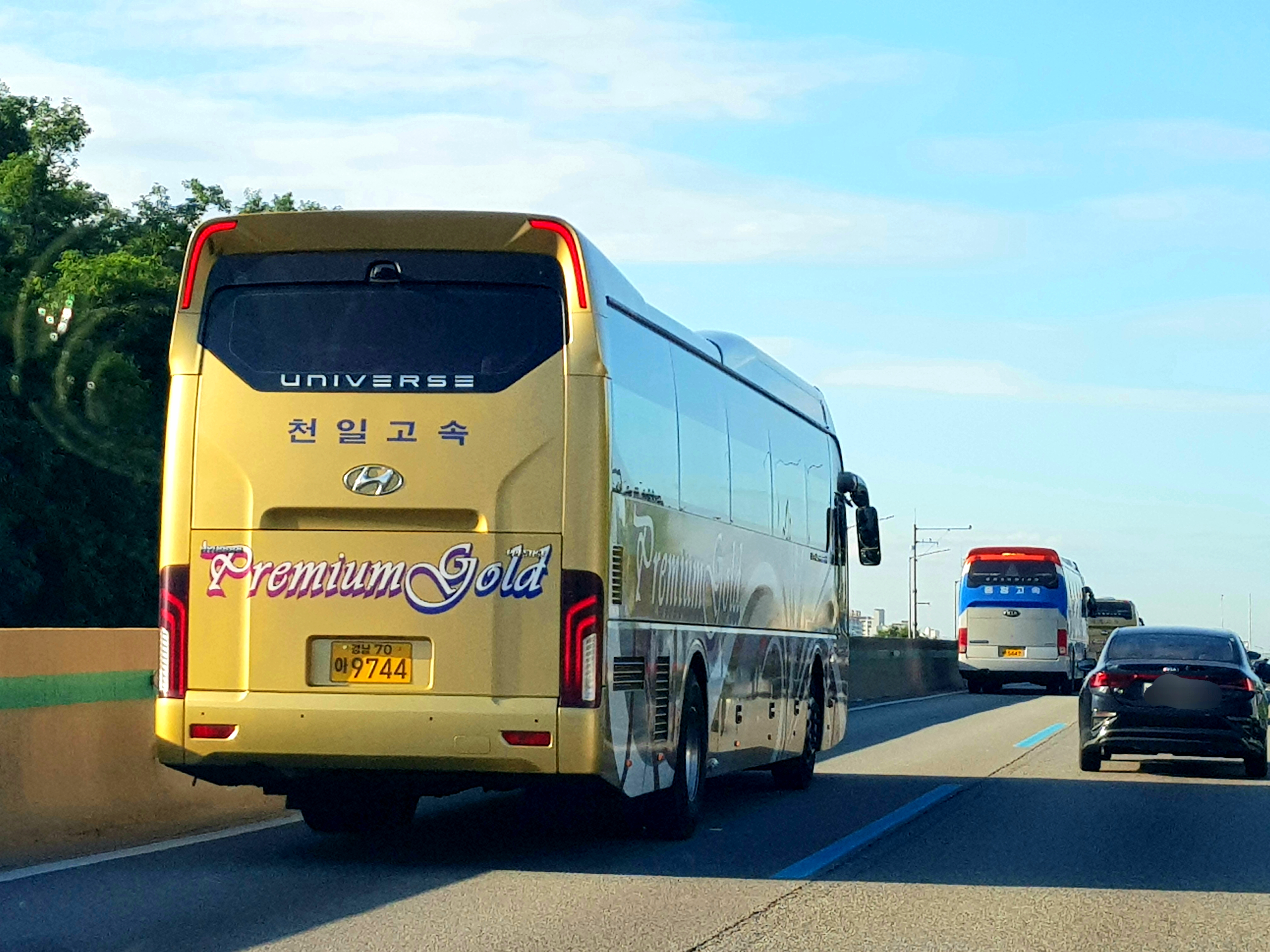
천일고속 소속 프리미엄 골드 버스